# Національний орден Беніну
Національний орден Беніну (фр. Ordre national du Bénin; до 1986 року — Національний орден Дагомеї, фр. Ordre national du Dahomey) — найвища державна нагорода Беніну.

## Історія
Національний орден Дагомеї заснований законом № 60-26 від 21 липня 1960 року з метою нагородження громадян Дагомеї за видатні заслуги у цивільній і військовій службі на користь нації. Орденом також можуть нагороджуватися іноземні громадяни.
Законом № 86-010 від 26 лютого 1986 року Національний орден Дагомеї був реформований зі зміною назви на Національний орден Беніну. Також був змінений зовнішній вигляд орденських знаків у відповідності з державними символами Народної Республіки Бенін.
У зв'язку зі скасуванням у країні соціалістичного курсу, зміни назви країни і прийняття в 1990 році нових державних символів, статут і зовнішній вигляд знаків ордена були також змінені. Останні значні зміни в статут ордена були проведені згідно закону № 94-029 від 3 червня 1996 року.
Великим магістром ордена є діючий президент країни. Поточні справи ордену знаходяться у веденні Великої канцелярії національних орденів на чолі з Великим канцлером. Кандидатури для нагородження розглядаються в Раді ордена, після чого подаються на затвердження Великого магістра.

## Ступеня ордена
Національний орден Беніну поділяється на 5 ступенів:
 Кавалер Великого хреста (фр. Grand'croix) — знак на широкій стрічці через плече і зірка на лівій стороні грудей;
 Великий офіцер (фр. Grand officier) — знак на стрічці з розеткою, на лівій стороні грудей і зірка на правій стороні грудей;
 Командор (фр. Commandeur) — знак на стрічці, що носиться на шиї;
 Офіцер (фр. Officier) — знак на стрічці з розеткою, що носиться на лівій стороні грудей;
 Кавалер (фр. Chevalier) — знак на стрічці, що носиться на лівій стороні грудей.

## Умови нагородження
Нагородження проводяться послідовно, починаючи з кавалерського ступеня.
Представлені до нагородження орденом можуть бути особи, які відзначилися особливими заслугами протягом не менше 10 років державної цивільної або військової служби. Кандидати для нагородження не повинні бути молодше 30 років і юридично не обмеженими у громадянських правах. У виняткових випадках ці вимоги можуть ігноруватися або змінюватись.
Статут ордена встановлює обмеження на число щорічних нагороджень Національним орденом. Законом № 94-029 від 3 червня 1996 року встановлена наступна щорічна квота: кавалерів — 50, офіцерів — 30, командорів — 20, великих офіцерів — 6, кавалерів  Великого хреста — 2. В екстраординарних випадках дозволено перевищувати цю квоту. Нагородження іноземців проводиться без обмежень.
У виняткових випадках орден може бути нагороджений посмертно.
У разі неналежної поведінки нагороджені можуть бути позбавлені ордена.
Новообраний президент при вступі на посаду приймає на себе звання Великого магістра ордена і нагороджується Великим хрестом ордена. Для Великого магістра ордена встановлена особлива відмінність — орденський ланцюг.

## Знаки ордена
Знак ордена (1960—1986) — позолочений п'ятикутний з роздвоєними кінцями хрест чорній емалі. У кутах хреста — різновеликі промені (штрали). У центрі лицьової сторони знака круглий позолочений медальйон, що оточений лавровим вінком. У центральній частині медальйона — елементи герба Дагомеї: човен, що пливе по хвилях, над яким дві перехрещені мотики і лук з натягнутою тятивою і накладеною стрілою. Зворотний бік знака гладкий і без емалей. У центрі зворотного боку круглий позолочений медальйон з широким обідком. На центральній частині медальйона — напис у 3 рядка «FRATERNITE / JUSTICE / TRAVAIL». На обідку медальйона розділені крапками написи: у верхній частині — «REPUBLIQUE DU DAHOMEY», у нижній частині — «1960». До верхнього променю знака кріпиться кільце для орденської стрічки.
Знак ордена (1986—1990) — позолочений п'ятикутний з роздвоєними кінцями хрест червоної емалі. У кутах хреста — різновеликі промені (штрали). У центрі лицьової сторони знака позолочений медальйон у вигляді герба Народної Республіки Бенін. Зворотний бік знака гладкий, без емалей. У центрі зворотного боку круглий позолочений медальйон з вузьким обідком і написом в 4 рядки «REPUBLIQUE / POPULAIRE / DU / BENIN». До верхнього променя знака кріпиться кільце для орденської стрічки.
Знак ордена (з 1991) — позолочений п'ятикутний з роздвоєними кінцями хрест світло-зеленої емалі. У кутах хреста — різновеликі промені (штрали). У центрі лицьової сторони знака круглий позолочений медальйон з широким обідком. У центральній частині медальйона — елементи старого герба Дагомеї: човен, що пливе по хвилях, над яким дві перехрещені мотики і лук з натягнутою тятивою і накладеною стрілою. На обідку медальйона: у нижній частині — стрічка, що розвивається, з написом «FRATERNITE • JUSTICE • TRAVAIL», у верхній частині — напис «REPUBLIQUE DU BENIN». Зворотний бік знака гладкий, без емалей. У центрі зворотного боку круглий позолочений медальйон без обідка. У центрі медальйона — оточений лавровим вінком зеленої емалі трикутний (старофранцузький) геральдичний щит зеленою, червоною та жовтою емаллю (у вигляді державного прапора Беніну) До верхнього променя знака кріпиться кільце для орденської стрічки.
Розміри знаків кавалерів і офіцерів — 45 мм, командорів і великих офіцерів — 60 мм, кавалери Великого хреста — 70 мм.
Зірка ордена повторює зовнішній вигляд знака ордена, але промені у кутах хреста — срібні з «алмазним» шліхтуванням. Діаметр зірки — 90 мм.
Стрічка ордена (1960—1986 і з 1991 року) — шовкова муарова темно-червоного (гранатового) кольору. У центрі смужка червоного кольору завширшки 2 мм, оточена з обох сторін смужками жовтого і зеленого кольору шириною 1 мм кожна.
Стрічка ордена (1986—1990) — шовкова муарова темно-червоного (гранатового) кольору. У центру смужка зеленого кольору шириною 5 мм
До стрічки офіцера кріпиться розетка з такої ж стрічки. Ширина стрічки Великого хреста — 101 мм, інших ступенів — 37 мм.